# 布岑兰

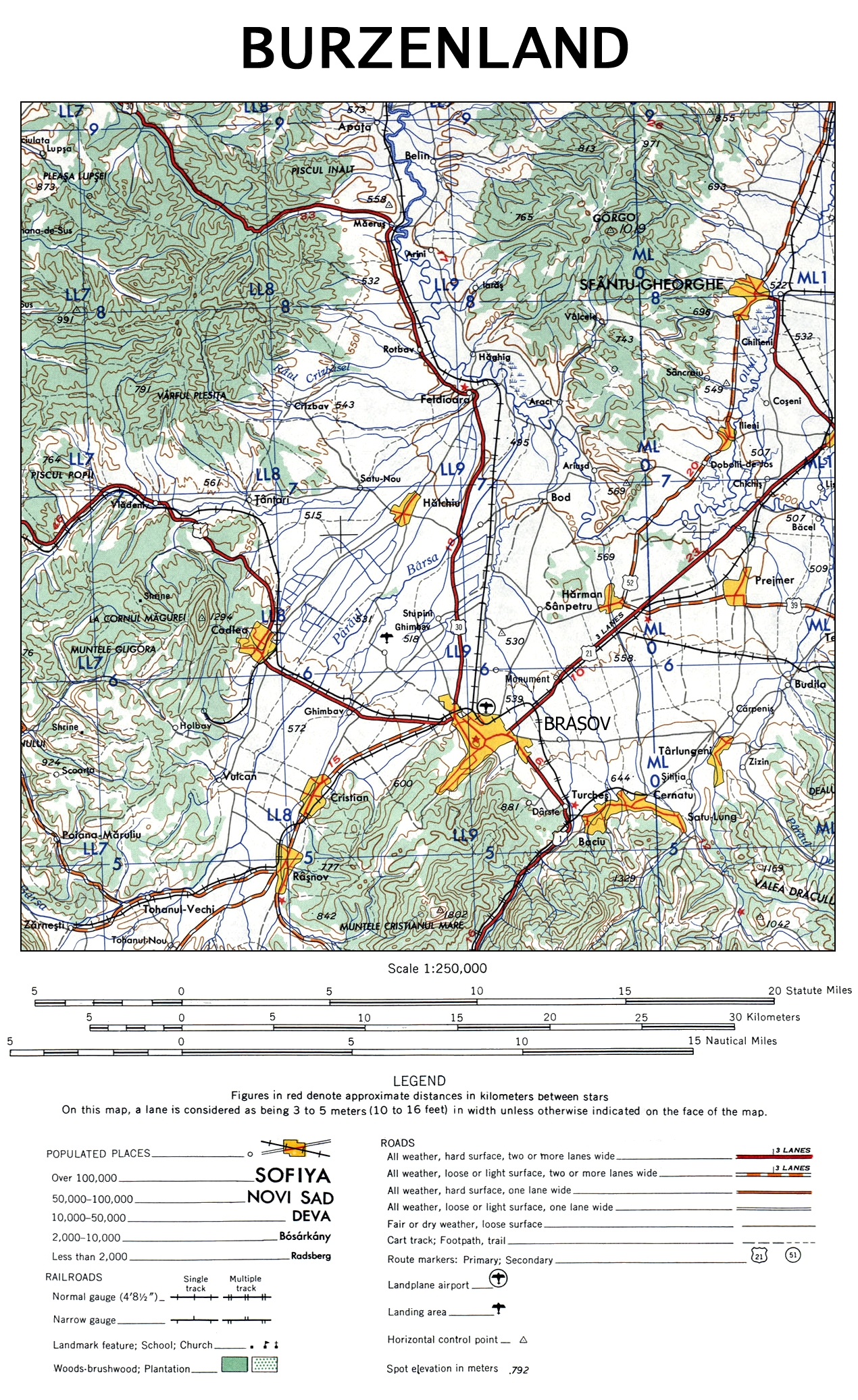
布岑兰

布岑兰（德语：Burzenland），布拉薩格（匈牙利语：Barcaság）是罗马尼亚特兰西瓦尼亚东南部的一个历史和民族地区，有罗马尼亚人、德国人和匈牙利人混居。
布岑兰位于南喀尔巴阡山脉，北部与阿帕察、西南与布兰、东部和普雷梅尔接壤。它最重要的城市是布拉索夫（德語稱喀琅施塔特）。布岑兰以布拉索夫河命名（Barca，Burzen，1231年為Borza），該河流入奧爾特河。罗马尼亚語對此地的稱呼布拉薩（bârsă）据说起源于达契亚王國時期。